# SIMSme
SIMSme war ein internetbasierter, plattformübergreifender Instant-Messaging-Dienst, der von der Deutschen Post AG entwickelt wurde. Der Dienst war für die Betriebssysteme Android und iOS verfügbar. Für Privatbenutzer war der Dienst kostenfrei. SIMSme ermöglichte einen Austausch von Textnachrichten, Bild-, Video- und Ton-Dateien sowie Standortinformationen zwischen Benutzern von Smartphones oder Tablets.
Im März 2019 wurde SIMSme von der Deutschen Post an die Brabbler AG verkauft, welche SIMSme im Juni 2019 in ginlo umbenannte. Der Dienst wurde schließlich aufgrund der Insolvenz der Brabbler AG am 31. Dezember 2019 eingestellt. 2020 erfolgte ein Neustart des Dienstes.

## Geschichte
Der Dienst wurde am 13. August 2014 vorgestellt. Aufgrund des großen Nutzerandrangs kam es bei der Einführung zu technischen Problemen, woraufhin die Serverkapazitäten deutlich erhöht wurden. SIMSme erhielt im August 2014 das Siegel „Trusted App“ der TÜViT. Ein halbes Jahr nach der Einführung hat SIMSme die Grenze von 1 Million Downloads überschritten. Am 28. Februar 2017 wurde SIMSme für Windows Phone 8.1 und Windows 10 Mobile eingestellt.

### Verkauf und Umbenennung
Am 13. März 2019 wurde der Verkauf von SIMSme angekündigt. Im Zuge des Verkaufs beteiligt sich die Deutsche Post AG mit 10 % an Brabbler, das bereits mit dem eigenen Instant-Messaging-Dienst ginlo verschlüsselte Kommunikation nutzt.

### Einstellung
Am 5. November gab Brabbler bekannt, dass der Dienst spätestens Ende 2019 eingestellt wird, da kein Investor gefunden wurde. Das Amtsgericht München (Insolvenzgericht) hat mit Beschluss vom 31. Oktober 2019 das Insolvenzverfahren über das Vermögen des Unternehmens eröffnet und die Eigenverwaltung angeordnet.

### Neustart
2020 erfolgte durch die ginlo.net GmbH ein Neustart unter dem Namen ginlo. Bei der neu gegründeten Gesellschaft handelt es sich um eine Tochtergesellschaft der CUBENet AG, hinter der u. a. der Entwickler und Gründer des E-Mail-Dienstes GMX, Karsten Schramm, steckt.

## Funktionsweise
Laut Betreiber werden alle Nachrichten automatisch beim Absender verschlüsselt und können nur beim Empfänger wieder entschlüsselt werden. Diese sogenannte Ende-zu-Ende-Verschlüsselung macht das Mitlesen durch Dritte praktisch unmöglich. Für jede neue Nachricht wird ein neuer AES-256-Schlüssel benutzt, der mittels RSA-2048 über eine OpenSSL-Verbindung ausgetauscht wird.
Außerdem gibt es drei Sicherheitsstufen:
Rot
Die Telefonnummer des Kontaktes wurde im lokalen Adressbuch des Nutzers gefunden und der Kontakt benutzt SIMSme. Aber es fand noch kein Chat des Nutzers mit diesem Kontakt statt, sodass sich der Nutzer nicht sicher sein kann, mit der Person zu kommunizieren, die sie vorgibt, zu sein.
Gelb
Gelb bedeutet, dass beide Kontaktpersonen dem jeweils anderen schon einmal eine Nachricht geschickt haben und das Gegenüber bestätigt hat, diesen Kontakt zu kennen.
Grün
Dies stellt die höchste Sicherheitsstufe dar. Die ID und der Schlüssel wurden durch das Scannen des nutzerspezifischen QR-Codes überprüft. Der Nutzer kann sich somit sehr sicher sein, mit der gewünschten Person zu kommunizieren.
Alle Daten werden nach Angaben des Betreibers ausschließlich auf Servern in Deutschland abgelegt und die Nachrichten nach der Zustellung beim Empfänger von den Servern gelöscht. Da sich die Server von SIMSme ausschließlich in Deutschland befinden, unterliegt die Firma unter anderem dem deutschen Bundesdatenschutzgesetz.

## Funktionen
Mit SIMSme konnten Textnachrichten, Bild-, Video- und Ton-Dateien sowie Standortinformationen verschickt und Gruppenchats mit bis zu 100 Teilnehmern angelegt werden.
Eine Besonderheit stellte die Selbstzerstörungsfunktion dar. Sie ermöglichte es, Nachrichten oder Medien zu versenden, die nur für einen bestimmten Zeitraum sichtbar waren und sich nach Ablauf der eingestellten Zeit selbst zerstörten. Außerdem war es möglich, Nachrichten zeitversetzt zu verschicken.

## SIMSme für Firmen
Um den Messenger für Privatnutzer zu refinanzieren, wurde SIMSme als Kommunikationswerkzeug für Unternehmen kostenpflichtig angeboten. SIMSme Business kostete einen festen Preis pro Nutzer und Monat. Auf Anfrage gab es zudem SIMSme Corporate mit zusätzlichen Features.
Nach eigenen Angaben wurde diese Firmenversion der App unter anderem von den Volkswagen Financial Services, vom FC Deutsche Post , der Deutschen Bahn AG und vom Bayerischen Landkreistag benutzt.

## Ähnlichkeit zu GoldBug
SIMSme nutzte die gleiche Architektur wie GoldBug, d. h., es wurde ein AES-Schlüssel genutzt, der über RSA kodiert und mittels OpenSSL ausgetauscht wurde. Trotzdem gab es folgende Unterschiede:
1. SIMSme war nicht quelloffen, d. h., die Angaben des Anbieters konnten nicht überprüft werden.
2. Die Möglichkeit, den AES-Schlüssel manuell einzugeben, bestand nicht.
3. Der RSA-Schlüssel wurde von der App generiert. Man konnte somit weder die Schlüssellänge verändern noch ein eigenes Schlüsselpaar generieren.

## Kritik
Da SIMSme nicht quelloffen war, konnten die Aussagen (u. a. zur Verschlüsselung) nicht verifiziert werden und theoretisch Hintertüren in der Software versteckt gewesen sein.
Um sich bei SIMSme anmelden zu können, war die Angabe einer gültigen Handynummer notwendig. Auch konnte man den Keyserver nicht umgehen wie bei Bleep, wenn jemand seinen öffentlichen RSA-Key nicht preisgeben wollte.
SIMSme sendete Nutzungsdaten sowie eine Geräte-ID an den deutschen Anbieter von Business-Intelligence-Dienstleistungen AdjustIO, um Daten über das Nutzerverhalten zu erfassen. Das Sammeln von Nutzungsdaten konnte innerhalb der App ein- und ausgeschaltet werden.
Die Umsetzung von SIMSme auf Tablets und iPads war lediglich eine 1 : 1 Umsetzung der Mobiltelefonlösung. Im Ergebnis konnten die Möglichkeiten größerer Displays nicht genutzt werden.